# Château de la Castagne
Pour les articles homonymes, voir Castagne.
Le château ou hôtel de la Castagne (ostal de la Castanha en occitan) est un grand édifice du XVIe siècle situé à Rabastens, dans le Tarn (France). Selon les sources, il est qualifié de [[château|château[réf. souhaitée]]] ou d'hôtel particulier.
L'édifice est aujourd'hui un ensemble scolaire privé, l'ensemble scolaire Puységur. Celui-ci tient son nom de la famille de Chastenet de Puységur, tandis que le nom originel provient des nombreux châtaigniers qui occupaient son ancien parc.

## Historique
Le château de la Castagne est édifié dans le courant du XVIe siècle, et appartient alors à la famille Delherm. En 1621, après le siège de Montauban, le duc Henri II de Montmorency, gouverneur du Languedoc, séjourne quelques semaines au château. Malade, il y est guéri. Par la suite, En 1639, la grande bâtisse appartient à Pierre Desplats, baron de Gragnague qui le tient de sa femme Françoise de Caulet, elle-même fille de Marie Delherm, petite-fille de Guillaume Delherm.  président à mortier du parlement de Toulouse. C'est lui qui demande la mise en vente des domaines royaux de Rabastens, au même titre que dans bien d'autres villes du Languedoc, au nom d'un édit de mars 1639. 
Sa fille, Anne Desplats, de son alliance avec  Philippe de Caminade, seigneur de Monfalzat 1602-1653, eu deux filles Marthe de Garaud-Duranti et Marie-Gabrielle de Chastenet de Puysegur. 
L'ainée  épousa Jean Georges de Garaud-Duranti, dont la fille épousa Yves d'Alègre (1653 - 1733), maréchal de France, qui le transmet à sa fille, Marie-Marguerite comtesse de Rupelmonde.  
La comtesse de Rupelmonde céda à son cousin Pierre-Herculin  de Chastenet de Puységur,  
La famille de Chastenet de Puységur ce lieu conservera  jusqu'au début du XXe siècle. Dans le même temps, la puissante bâtisse est grandement remaniée, pour ne pas dire reconstruite, au cours de ce XVIIIe siècle[réf. souhaitée]. Louis-Pierre de Chastenet de Puységur, comte et secrétaire d'État de la Guerre y l'habite d'ailleurs (1727 - 1807). Sous la Révolution française, le château est réquisitionné quelque temps, et sert alors de prison, avant d'être vendu comme bien national, racheté par Angélique de Chastenet de Puysegur, qui avait épousée Louis Emmanuel de Rességuier Marquis de Miremont, procureur général au parlement de Toulouse, avant de le rétrocédé à ses frères. Louis-Pierre et Barthélemy. 
Le fils ainé de Barthélemy laissa le château à sa fille Zoë, Marquise de Montcalm, dont la descendance s'est éteinte en 1903.  
C'est ainsi que la demeure a été cédée à Joseph Lauzeral, pour en faire un couvent. Sa sœur, Bathilde Lauzeral, y implante alors une communauté de l'ordre du Carmel. 
Cette maison est donc restée dans la même famille depuis son édification au XVIe siècle jusqu'en 1900. 
Néanmoins, le 15 septembre 1977, un contrat d'association avec l’État est signé, pour la création d'un ensemble scolaire privé, réunissant une école et un collège, ainsi que près de 200 élèves. Il a été rénové en 2009. L'école est toujours aujourd'hui propriété de  La famille de Chastenet de Puységur.